# فرانسوا پریه
فرانسوا پریه (فرانسوی: François Périer‎؛ ۱۰ نوامبر ۱۹۱۹ – ۲۹ ژوئن ۲۰۰۲) یک هنرپیشه اهل فرانسه بود. وی بین سال‌های ۱۹۳۸ تا ۲۰۰۰ میلادی فعالیت می‌کرد.

## جوایز
وی برنده جوایزی همچون جایزه بفتای بهترین بازیگر نقش اول مرد شده است.

## فیلم‌شناسی
از فیلم‌ها یا برنامه‌های تلویزیونی که وی در آن نقش داشته است می‌توان به شب‌های کابیریا، زد، سامورایی، دایره سرخ، اورفئوس، بازگشت به زندگی اشاره کرد.